# Roger Godement
Roger Godement (Le Havre, 1 de outubro de 1921 – 21 de julho de 2016) foi um matemático francês.
Godement estudou a partir de 1940 na Escola Normal Superior de Paris, com doutorado orientado por Henri Cartan, com a tese Les fonctions de type positif et la théorie des groupes.
Obteve resultados fundamentais sobre análise harmônica de grupos abelianos localmente compactos. Seus trabalhos sobre a teoria abstrata de funções esféricas e seu conceito sobre a representação quadrática integrável influenciou dentre outros Harish-Chandra, que prosseguiu com o desenvolvimento da teoria da representação infinitamente dimensional de grupos de Lie.

## Obras
- Analyse mathématique. 4 volumes, Springer-Verlag, 1998–2001
- Cours d´algèbre. Hermann 1963, 1966
- Algebra. Hermann 1968
- Topologie algébrique et théorie des faisceaux. Hermann 1958, 1960
- com Hervé: Zeta Function of Simple Algebras. Springer-Verlag, 1972